# Red Dead
Red Dead игрите са поредица от уестърн екшън-приключенски видео игри от трето лице, издавани от Rockstar Games и разработени от Rockstar San Diego. Двете основни части в серията са Red Dead Revolver, игра от 2004 г. за PlayStation 2 и Xbox, и Red Dead Redemption, игра от 2010 г. за PlayStation 3 и Xbox 360. Допълнително съдържание за Red Dead Redemption наречено Undead Nightmare е пуснато по-късно през 2010 г.

## Revolver
Оригинално разработена от Capcom, заемайки елементи от тяхното заглавие Gun.Smoke от 1986, Revolver проекта е отменен през 2002. Впоследствие, Rockstar Games закупили играта и я разширили. Променили усета от този на Американски Уестърн към Спагети-Уестърн позволявайки на разработчиците да добавят повече кръв и неочаквани герой. Играта използва музика от различни Спагети-Уестърн филми, включително и тези композирани от Енио Мориконе.

## Redemption
По-голямата част от историята на Redemption се състои през 1911 г., по времето на упадъка на Дивия Запад. Историята на играта следва Джон Марстън, бивш престъпник, докато той преследва бившите членове на бандата му. Съпругата и синът на Марстън са взети за заложници от правителството като откуп за действията си като ловец на глави. Нямащ никакъв шанс, той има за цел да докара тримата свой бивши членове от бандата до правосъдие. По време на излизането си, Red Dead Redemption е посрещната с високи оценки от критиците, със средни оценки от 95% от сайтове като Metacritic и GameRankings, правеща е една от най-високо оценяваната видео игра за PlayStation 3 и Xbox 360. Тя печели няколко награди за „Игра на годината“. До септември 2011 г., играта е продала над 12.5 милиона копия. Game Of The Year изданието на играта включващо всички допълнителни съдържания излиза през октомври 2011.